# All the Right Moves (film)
All the Right Moves is een tienerfilm uit 1983 onder regie van Michael Chapman.

## Verhaal
Stefen Djordjevic is een laatstejaarsstudent die de sterspeler van de school is in football. Terwijl hij hard sport om een professionele footballspeler te worden, wil hij tegelijkertijd hard studeren om ooit ingenieur te worden. Zijn ambities liggen erg hoog en kunnen misschien wel averechts werken?

## Rolverdeling
| Acteur          | Personage         |
| --------------- | ----------------- |
| Tom Cruise      | Stefen Djordjevic |
| Craig T. Nelson | Nickerson         |
| Lea Thompson    | Lisa              |
| Gary Graham     | Greg              |
| Chris Penn      | Brian             |